# Хоринский наслег (Верхневилюйский улус)
Хоринский наслег — сельское поселение в Верхневилюйском улусе Якутии Российской Федерации.
Административный центр — село Хоро.

## История
Статус и границы сельского поселения установлены Законом Республики Саха (Якутия) от 30 ноября 2004 года № 173-З N 353-III «Об установлении границ и о наделении статусом городского и сельского поселений муниципальных образований Республики Саха (Якутия)».

## Население
| 2002  | 2010  | 2011  | 2012  | 2013  | 2014  | 2015  |
| ----- | ----- | ----- | ----- | ----- | ----- | ----- |
| 1131  | ↗1221 | ↘1220 | ↘1218 | ↘1201 | ↘1193 | ↘1185 |
| 2016  | 2017  | 2018  | 2019  | 2020  | 2021  |       |
| ↘1163 | ↗1170 | ↗1186 | ↘1184 | ↗1215 | ↘1214 |       |

## Состав сельского поселения
| № | Населённый пункт | Тип населённого пункта       | Население |
| - | ---------------- | ---------------------------- | --------- |
| 1 | Хоро             | село, административный центр | ↘1214     |